# Евстафьев, Дмитрий Дмитриевич
Дмитрий Дмитриевич Евстафьев (род. 29 января 1947, Ленинград, СССР) — советский и российский актёр театра. Заслуженный артист России (2000).

## Биография
В 1970 году окончил Ленинградский государственный институт театра, музыки и кинематографии (ЛГИТМиК). В 1973 году — артист театра им. Ленсовета, с 1973 г. работал в Красноярском ТЮЗе, с 1976 года — в Орловском ТЮЗе. В 1983—1989 годах — артист Ленконцерта, в 1989—1990 годах — артист Ленинградского филиала Всероссийского объединения «Творческие мастерские». С 31 августа 1990 года — актёр Театра на Васильевском.
25 сентября 2000 получил звание Заслуженный артист РФ.